# ماکس ولف
ماکس ولف (انگلیسی: Max Wolf؛ زاده ۲۱ ژوئن ۱۸۶۳ درگذشته ۳ اکتبر ۱۹۳۲) یک دانشمند در زمینه اخترشناسی اهل آلمان بود.